# Cantonul Conflans-Sainte-Honorine
Cantonul Conflans-Sainte-Honorine este un canton din arondismentul Saint-Germain-en-Laye, departamentul Yvelines, regiunea Île-de-France , Franța.

## Comune
- Conflans-Sainte-Honorine